# Электроснабжение Екатеринбурга
Электроснабжение Екатеринбурга — это процесс бесперебойного обеспечения электроэнергией потребителей в объеме, необходимом для функционирования Екатеринбургской агломерации.
Электроснабжение города Екатеринбурга представляет собой комплекс инженерных сооружений и процессов, условно разделенных на три составляющих:
1. Производство электроэнергии (генерация);
2. Распределение и преобразование электроэнергии (мощности);
3. Потребление электроэнергии (мощности).

## Генерация электроэнергии
Электроснабжение потребителей Муниципального образования «город Екатеринбург» осуществляется в основном  за счет получения мощности от генерирующих компаний:
- ОАО «Концерн Росэнергоатом» (Белоярская АЭС);
- ОАО «Энел ОГК-5» (Среднеуральская ГРЭС, Рефтинская ГРЭС);
- ОАО «ОГК-1» (Верхнетагильская ГРЭС);
- ОАО «ТГК-9» (Ново-Свердловская ТЭЦ, Свердловская ТЭЦ).
- от расположенных в городе ТЭЦ, находящегося в ведении МУП «Екатеринбургэнерго» и блок-станций промышленных предприятий.

Основными поставщиками электрической энергии являются следующие электрические станции с соответствующей установленной мощностью:
1. Среднеуральская ГРЭС – 1601 МВт[1];
2. Новосвердловская ТЭЦ – 557 МВт[2];
3. ТЭЦ ОАО Межотраслевой Концерн «Уралметпром» – 75 МВт;
4. ТЭЦ ОАО «Турбомоторный завод» – 24 МВт;
5. Екатеринбургская газотурбинная ТЭЦ – 18 МВт.

В период зимнего максимума нагрузки Екатеринбург получает от Белоярской АЭС около 100-120 МВт электрической мощности по воздушной линии 220 кВ Белоярская АЭС – Новосвердловская ТЭЦ.

## Распределение электроэнергии
Муниципальное образование «город Екатеринбург» расположен в зоне  деятельности Производственного объединения Западные электрические сети филиала ОАО "МРСК Урала" «Свердловэнерго» и  ОАО «Екатеринбургская электросетевая компания». На территории города Екатеринбурга сети 220 кВ являются питающими, а сети 110 кВ – распределительными. Шины СУГРЭС, Новосвердловской ТЭЦ напряжением 220 кВ и подстанция «Южная»  напряжением  500 кВ  являются питающими центрами  сети 220 кВ, подстанций «Искра», «Калиновская», «Сварочная» напряжением 220 кВ – распределительными для сети 110 кВ.
Распределение потребляемой мощности осуществляется по сети напряжением 110 кВ через:
- 68 подстанций напряжением 110 кВ и 35 кВ, принадлежащих ОАО «Екатеринбургская электросетевая компания»;
- 9 подстанций  напряжением 110 кВ, принадлежащих Производственному объединению Западных электрических сетей «Свердловэнерго»;
- прочих промышленных и электроснабжающих предприятий.

## Потребление электроэнергии
Снабжение электроэнергией  населения  города Екатеринбурга осуществляется  компанией ОАО «Екатеринбургэнергосбыт».
По данным контрольного замера филиала ОАО «Системный оператор  единой электрической системы» - «Региональное диспетчерское управление Свердловской области» от 15.12.2010 потребление электрической энергии городом Екатеринбургом составило 1300 МВт (в 2004 году – 1000 МВт). Особенностью энергопотребления на территории муниципального образования «город Екатеринбург» является высокая плотность электрических нагрузок в центре города, множество собственников сетей, повышенные требования к надежности электроснабжения в связи с массовой многоэтажной застройкой административных и жилых районов города.

## Развитие
В целях обеспечения высокого уровня надежности электроснабжения города Екатеринбурга с учетом растущего уровня электрификации социальной и жилищно-коммунальной сфер, представление и своевременное подключение к электрическим сетям новых потребителей, повышение категории надежности электрических приемников путём реализации схемы электроснабжения напряжением 110-220 кВ в Муниципальном образовании «город Екатеринбург» реализуется  стратегический проект «Развитие городских электрических сетей». Данный проект предусматривает строительство подстанций 220/110 киловольт, а также строительство (модернизацию) подстанций 110/10 киловольт.